# St. Ignace
St. Ignace är administrativ huvudort i Mackinac County i den amerikanska delstaten Michigan. Enligt 2010 års folkräkning hade St. Ignace 2 452 invånare.

## Kända personer från St. Ignace
- Prentiss M. Brown, politiker